# Fröseke
 Der er for få eller ingen kildehenvisninger i denne artikel, hvilket er et problem. Du kan hjælpe ved at angive troværdige kilder til de påstande, som fremføres i artiklen.

Fröseke er en landsby i Älghults socken i Uppvidinge kommun, Kronobergs län med 156(2010) indbyggere.
Øst for Fröseke ligger Uvasjön, der er en del af Alsterån, som løber igennem landsbyen.
Fröseke har tidligere, fra 1923 til 1963, haft et trinbræt på den smalsporede Ruda–Älghults Järnväg.
I Fröseke har blandt andet været et glasbruk.